# Quinto Allio Massimo
Quinto Allio Massimo (in latino: Quintus Allius Maximus; 7 circa – dopo il 49) è stato un magistrato e senatore romano, console dell'Impero romano.

## Biografia
Massimo, homo novus, apparteneva alla gens Allia, la cui origine rimane sconosciuta. Il nomen è diffuso in Campania, nel Sannio e in Umbria, ma un'importante famiglia senatoria di II secolo (che comprende un omonimo Quinto Allio Massimo) è attestata a Mediolanum, mentre un cavaliere di età augustea Quinto Allio Rufo è attestato a Falerio, nel Piceno: la vicinanza cronologica ha spinto alcuni studiosi a ipotizzare un'origine picena anche per Massimo. Suo parente sembra essere stato un Lucio Allio Massimo attestato a Roma.
Il primo incarico noto di Massimo fu quello di legatus pro praetore di rango pretorio al seguito del proconsole d'Africa Quinto Marcio Barea Sorano tra 41 e 43: la vicinanza a Sorano, insieme al quale Massimo divenne anche patrono di Hippo Regius, ha indotto gli studiosi a ipotizzare che la carriera di Massimo sia stata promossa dall'importante famiglia dei Marcii Bareae.
In seguito, Massimo arrivò al vertice dello stato romano: egli fu infatti console suffetto al fianco di Lucio Mammio Pollione da maggio fino forse a giugno del 49.
Sulla base degli Acta sancti Timothei, che menzionano un Massimo proconsole d'Asia sotto Nerone, nel 57/58, Hermann Usener propose che il proconsole fosse da identificare con Massimo, e la critica lo ha spesso seguito; tuttavia, di recente, lo studio dei fasti proconsolari d'Asia e dei criteri dell'assegnazione proconsolare (in particolare, il mandato di Massimo precederebbe bizzarramente quello del patrizio Lucio Vipstano Poplicola, console ordinario nel 48, prima di Massimo) e una rivalutazione dell'apporto storico degli Acta ha spinto numerosi studiosi, in primis Ronald Syme, a rigettare l'identificazione.